# Лимена катедрала
Лимена катедрала  (укр. Бляшана Катедра, енгл. Tin Can Cathedral) била је прва независна украјинска црква у Северној Америци те срце Серафимитске Цркве. Основана је у Винипегу, и није била повезана ни са једном другом црквом у Европи.
Украјински мигранти почели су да пристижу у Канаду 1881. године и то већином из аустро-угарских покрајина Буковине и Галиције. Поменуте новопридошлице из Буковине били су православци а Галицијанци гркокатолици. Обе групе су биле упознате са византијским обредом. До 1903. године украјинска популација у западној Канади постала је довољно велика да привуче пажњу верских вођа, политичара и педагога.

## Најзначајније особе
Значајна особа украјинске заједнице у другој половини 19. века у Винипегу био је Кирило Геник (1857—1925). Геник је дошао из Галиције након положене матуре на Украјинској академској гимназији у Љвиву. Кратко време студирао је и право на Универзитету у Чернивцима. Био је пријатељ с Иваном Франком, украјинским аутором дела Лисица Микита. Геник је делио Франкова оштра сатиричка становишта о тадашњем клеру те Франкове склоности ка социјализму. Геник је био уверења да се мора "ослободити" народ од клера те спровести земљишне реформе помоћу којих би се, према Гениковом уверењу, сељаштво ослободило од неприсутних земљовласника који су, у договору са црквеном хијерархијом, и даље имали контролу над земљиштем.
По доласку у Канаду, Геник је постао први Украјинац ког је запослила канадска влада. Радио је као имиграциони службеник чија је дужност била да досељенике упутити у њихове нове домове. Геников рођак Иван Бодруг (1874—1952) и другов пријатељ Иван Негрич (1875—1946) такође су дошли из села Березива, регије Коломије. Били су квалификовани као учитељи за рад у основним школама у Галицији. Њих тројица су чинила интелектуално језгро украјинске заједнице. Били су познати као Березивска тројица. Најстарији од њих, Геник, био је ожењен Паулином, рођеном Цурковски, кћерком свештеника са којом је имао шесторо деце - три сина и три ћерке.
Друга значајна особа био је бискуп Серафим, чије је право име било Стефан Устволски. Устволског је на крају изопштио руски Свети Синод у Петрограду. Али његова прича почиње када је из личних разлога отпутовао у Свету Гору, где га је за бискупа посветио свети Анфим, који је тврдио да је бискуп (то је била прича коју је са собом донео у Нови Свет). Након што је посвећен за бискупа, Серафим путује у северну Америку, на кратко боравећи код украјинских свештеника у Пхилапелпхији. У тренутку када је дошао у Винипег, није био одан ни према руској православној Цркви ни према иједној иној Цркви. Преријски Украјинци прихватили су га као путујућег светог човека, као што је и био обичај још од почетка хришћанства.
Још једна особа која је учествовала у догађајима који су кулминирали стварањем Лимене катедрале, био је Серафимов помоћник Макарије Марченко. Марченко је деловао као ђакон или кантор, помажући Серафиму с црквеним службама, које је веома добро познавао. Стигао је заједно са Серафимом из Сједињених Држава. Надбискуп Лангевин, смештен у Светог Бонифација, био је поглавар римокатоличке надбискупије западне Канаде, те у директном контакту са Папа Пије X у Ватикану. Веровао је да су његови свештеници били више него довољни за потребе украјинске популације. Остали учесници били су др. Вилијам Патрик, директор Манитоба Колеџа - презвитеријанског колеџа у Винипегу; Либерална странка Манитобе; те руски православни мисионари са бискуп Тихон као шеф руске православне мисије у Северној Америци.

## Догађаји
Члан парламента Манитобе Џозеф Бернијер, у сарадњи са Римом увео је 1902. закон којим је »пренео управљање над целим власништвом Грчке Русинске Цркве друштвима које је контролисала Римска Црква«. Надбискуп Лангевин је изјавио да се »Русини морају доказати католицима тако да имовину предају цркви, а не као протестанти појединцима или одборима световњака који су независни од свештеника или бискупа«. Величина украјинске преријске популације такође је привукла интересовање руских православних мисионара. У то време, Руска православна црква трошила је знатне материјалне ресурсе на мисионарски рад у северној Америци (100.000 долара годишње). И Презвитеријанска Црква такође је постала заинтересована. Позвала је младиће из украјинске заједнице да похађају Манитоба Колеџ (данас Универзитет Винипега), на којем се покренула посебна настава усмерена оспособљавању младих Украјинаца који су желели да постану учитељи (а касније независни свештеници грчке цркве). Директор колеџа, Доктор Кинг, интервјуисао је на течном немачком кандидате Бодруга и Негрича. Геник је њихове учитељске документе превео с пољског на енглески језик. Постали су први украјински студенти на универзитету у Северној Америци.
Геник, Бодруг и Негрич брзо су деловали како би осигурали своју заједницу. Довели су Серафима, који је стигао у априлу 1903. како би основао цркву која би била независна од свих цркава у Европи и која не би била одана ни једној интересној групи која се такмичи за душе нових преријских украјинских имиграната. На њихово задовољство, Серафим је основао Православну Руску Цркву (не Руску Православну), те себе прогласио поглаваром, а да умири Украјинце такође се звала и Серафимитска Црква. Жупљанима је пружио источни обред с којим су имигранти били упознати.
»13. октобра 1903. Серафим је службено благословио и отворио малу дрвену конструкцију, на источној страни Макгрегор улице, између Манитоба и Причард авеније, која се можда могла звати Црква Светог Духа«. »У новембру 1904. започео је изградњу своје познате 'Лимене катедрале' на углу Кинг улице и Стела авеније«, направљену од отпадног метала и дрва. Харизматичан, Серафим је »заредио отприлике 50 свештеника и безброј ђакона, од којих су многи били полуписмени, који су даље вршили своје послање по насељеним подручјима, проповедајући независно православље и заступништво власништва црквених поседа. У две године црква је скупила скоро 60.000 следбеника«.
»Због разних индискреција и проблема са зависношћу од алкохола« Серафим је изгубио поверење интелектуалаца који су га позвали у Винипег. Дошло је до удара у којем су га избацили са челништва. Серафим је отишао у Санкт Петербург како би од руског Светог Синода покушао добити признање и даља средства за Серафимитску Цркву. За време његовог одсуства, Иван Бодруг и Иван Негрич, тада већ студенти теологије на Манитоба Колеџу, те свештеници Серафимитске цркве, успели су добити гаранцију од презвитеријанског фонда за средства намењена за Серафимитску Цркву под условима да се с временом пребаци на презвитеријански модел. »Касне јесени 1904. године Серафим се вратио из Русије, али са собом није донео новчана средства«. По повратку открио је издају и без оклевања изопштио је све свештенике који су учествовали у издаји. У локалним новинама објавио је њихове слике са именима написаним преко прса као да се ради о криминалцима. Његова освета била је кратког века јер је примио вест да је и он сам изопштен од стране руског Светог Синода: »(...) када је Свети Синод изопштио Серафима и све његове свештенике, отишао је 1908. и никада се више није вратио«.

## Последице
Као резултат друштвених и духовних превирања која су прохујала преријом, основана је украјинско-канадска заједница.
Иван Бодруг, један од побуњеника при Серафимитској цркви, постао је поглавар нове Независне цркве. Био је харизматичан сам по себи и због презвитеријанског утицаја приповедао је еванђеоско Хришћанство. Живео је све до 1950.-тих година. Зграде Независне Цркве биле су смештене на углу Причард авеније и Макгрегор улице. Прва је у међувремену срушена, док црква, коју је Серафим користио као своју прву цркву, тј. друга зграда саграђена је средствима из презвитеријанских фондова, и дан данас постоји преко пута Лејбор Темпл, у пределу Нортенд, Винипег.
Надбискуп Лангевин повећао је своје напоре да украјинску заједницу стави под римокатоличко окриље. Основао је цркву Св. Николе и довео белгијске свештенике, оца Делера и друге, који су Свету Мису славили на староцрквенославенском, одевени према грчким обредима, те су службе водили на пољском. Ова се црква налази преко пута независне украјинске католичке катедрале Св. Владимира, у Макгрегор улици Винипешког Нортенда. Такмичење ове врсте пружило је изврсну прилику украјинско-канадској деци да науче да говоре украјински језик.
Либерална странка, свесна да Украјинци нису више савезници са надбискупом Лангевином; те римокатолици који су били повезани са Конзервативном странком, направили су корак напред када су финансирали прве украјинске новине у Канади, Канадски Фармер (ukr: Канадійскій Фермер). Први главни уредник није био нико други него Иван Негрич. 
Серафим је ишчезао након 1908, али се све до 1913. могло наићи на вести о њему у новинама Украјински Глас (Український голос) како продаје Библије радницима на железници у Британској Колумбији. Према другим верзијама приче, вратио се у Русију.
Кирил Геник се заједно са својом најстаријом кћери и једним од синова на неко време преселио у Северну Дакоту, Сједињене Државе. Вратио се и умро 1925. године.
Макарије Марченко, након Серафимова одласка, прогласио је себе не само новим бискупом Серафимитске цркве, него и главним патријархом, папом, главним хетманом и принцем. За сваки случај да не би показао склоност некој од цркава, још је и изопштио Папу и руски Свети Синод. Постоје белешке да је све до краја 1930.-тих путовао у рурална подручја и служио мису Украјинцима који су следили источне обреде.